# Wapen van Ecuador
Het wapen van Ecuador werd in zijn huidige vorm aangenomen in 1900, gebaseerd op een oudere versie uit 1845. Het staat centraal op de vlag van Ecuador. Het wapen lijkt enigszins op het Colombiaanse wapen en weerspiegelt zo de gemeenschappelijke geschiedenis van Ecuador met buurland Colombia.
Het wapen bestaat uit een ovaalvormig schild te midden van Ecuadoraanse vlaggen en gekroond door een Andescondor. De vogel symboliseert macht, grootsheid en kracht. Het schild toont de rivier de Guayas, de grootste in de Grote Oceaan uitmondende rivier van Zuid-Amerika. Op deze rivier vaart - onder in het schild - het gelijknamige schip, dat in 1841 het eerste zeewaardige stoomschip van de Zuid-Amerikaanse westkust was. Het schip heeft in de afbeelding geen mast, maar een caduceus als symbool van handel en economie. De rivier en het schip vormen verwijzingen naar de kustregio van het land, rondom Guayaquil; dit in tegenstelling tot de vulkaan Chimborazo die het binnenland moet symboliseren. Boven in het schild staat een zon afgebeeld, die wordt geflankeerd door de astrologische tekens voor de sterrenbeelden Ram, Stier, Tweelingen en Kreeft; deze verwijzen naar de maanden maart tot en met juli 1845, toen in Ecuador een revolutie plaatsvond. De fasces onder het schild staat voor de republikeinse waardigheid.
Tussen de vlaggen links van het schild bevindt zich een lauriertak als symbool van grootsheid, terwijl de palmtak rechts voor vrede staat.
Het wapen werd eerst aangenomen in 1845, maar werd toen nog geflankeerd door de toenmalige blauw-witte nationale vlag. Pas in 1900, zo'n veertig jaar na de aanname van de geel-blauw-rode vlag, werd het wapen aangepast.
Argentinië · Bolivia · Brazilië · Chili · Colombia · Ecuador · Guyana · Paraguay · Peru · Suriname · Trinidad en Tobago · Uruguay · Venezuela
Afhankelijke gebieden

Falklandeilanden · Frans-Guyana · Zuid-Georgia en de Zuidelijke Sandwicheilanden